# Cora Canne Meijer
Cornelia Anita (Cora) Canne Meijer (Amsterdam, 11 augustus 1929 - Laren (NH), 25 augustus 2020) was een Nederlands operazangeres met het stemtype mezzosopraan, die een grote internationale carrière maakte.

## Biografie
Persoonlijk
Cora Canne Meijer was de dochter van kantoorbediende Johannes Henricus Jacobus Canne Meijer (1898-1968), zoon van een timmerman, die in 1924 getrouwd was met de latere ir. Geertruida Brens (1900-1986), dochter van een kantoorbediende. Zij had een broer die in maart 1945 plotseling op 18-jarige leeftijd overleed, op weg vanuit het buitenland naar zijn vaderland.
Zij is getrouwd geweest met Gerhard Patriasz, met wie zij een dochter en een zoon had. Eerder was zij korte tijd gehuwd met Lex Colaço Osorio, violist bij de Nederlandse Opera.
Cora Canne Meijer overleed in augustus 2020, twee weken na haar 91e verjaardag, in het Rosa Spier Huis in Laren.
Zangcarrière
Canne Meijer studeerde zang aan het Amsterdamsch Conservatorium bij Jan Keizer en Ré Koster. Ze volgde daarna nog lessen in Wenen bij Alfred Jerger en in Parijs bij Noémie Perugia. In 1950 debuteerde ze bij de Nederlandse Opera in La Traviata in de rol van Annina. Andere rollen die ze zong waren Orlofski in Die Fledermaus, de titelrol in Mignon (1954), Cherubino in Le nozze di Figaro (ook in Glyndebourne in 1957), Rosina in Il Barbiere di Siviglia en Tisbe in La Cenerentola. 
Van 1960 tot 1962 was ze verbonden aan het Stadttheater (Opernhaus) Zürich, waar ze optrad als Eboli in Don Carlos, en waar ze voor het eerst haar favoriete rol van Carmen vertolkte, waarmee zij het meest wordt geassocieerd. Bijzonder waren ook de premières waaraan ze deelnam in het Grand Théâtre de Genève, van Monsieur de Pourceaugnac van Frank Martin (1963) en La Mère Coupable van Darius Milhaud (1966). 
Zij heeft Carmen talloze malen gezongen in vele operahuizen, in Nederland voor het eerst in 1960. Nadat het tot een breuk was gekomen tussen haar en de Nederlandse Opera kwam ze in 1971 onder de nieuwe intendant Hans de Roo terug als Carmen bij de Nederlandse Operastichting. Voor het laatst zong ze Carmen in 1982. Andere succesrollen in Amsterdam waren The secretary of the consulate in The Consul (Menotti), Charlotte in Werther en Der Komponist in Ariadne auf Naxos. In 1963 had ze de vrouwelijke hoofdrol in Onrust op Tahiti, een Nederlandstalige bewerking door Michel van der Plas van Bernsteins Trouble in Tahiti. In de jaren tachtig werden Cristina Deutekom, Cora Canne Meijer, Adriaan van Liempt en Jan Derksen beroemd als het kwartet zangers dat de hoofdrollen in Il trovatore zong. 
Ze verscheen voor het laatst op het operapodium in het Holland Festival 1986 als Bianca in The Rape of Lucretia (Britten). Ze trad daarna nog tweemaal op in concertante uitvoeringen in het Amsterdamse Concertgebouw: in 1996 in een korte scène als Madelon in Andrea Chénier en in 1999 als Zita in Gianni Schicchi. Hierbij bleek dat haar markante podiumpersoonlijkheid niets aan kracht had ingeboet.
Cora Canne Meijer zong niet alleen opera, maar was ook actief in het oratorium en de liedkunst. Daarnaast heeft ze vele zangers opgeleid. Ze werkte vanaf 1964 als hoofdvakdocente zang aan het Sweelinck Conservatorium in Amsterdam. Ze werd in 1983 ook de eerste voorzitter van het Genootschap van Zangleraren in Nederland. Na haar pensioen in 1994 bleef ze nog jarenlang lesgeven. Haar zangpedagogische inzichten legde ze vast in een boekje Over zingen gesproken.

## Discografie
- Cora Canne Meijer op Discogs

- Biblioteca Nacional de España: XX5139937
- Bibliothèque nationale de France: cb139495146 (data)
- Gemeinsame Normdatei: 134604784
- International Standard Name Identifier: 0000 0001 2092 0988
- Library of Congress Control Number: n83133732
- Nationale Bibliotheek van Letland: 000302175
- MusicBrainz: 75c9d183-4d27-4bd4-9723-c260ff76bf8c
- Nationale Bibliotheek van Israël: 987007451242005171
- Système universitaire de documentation: 160474817
- Virtual International Authority File: 7579951